# عبده برناوي
عبده بكر برناوي هو لاعب كرة قدم سعودي من مواليد جدة من مواليد 17 فبراير 1984 .
كانت بدايته في نادي الاهلي السعودي انضم إلى ناشئي الاهلي وتم تنسيقه قبل صعوده للفريق الأول وانتقل إلى نادي الفيصلي حيث برز بخانة الظهير الأيسر وهي الخانة المحببة له قبل أن يحوله المدرب الفرنسي لخانه المحور ليستفيد من تسديداته المباغتة والقويه ويستفيد من خاصيه افتكاك الكورة التي يتميز بها ثم اٍنتقل لنادي النصر السعودي يلعب بالقدم اليسرى في مركز قلب الدفاع والظهير. وكان قلما يلعب بالدفاع أول مباراة لعب فيها مدافع امام الهلال في نهائي كأس فيصل (ي) عام 2008 م أبدع عبده برناوي ابداع منقطع النظير وحقق البطولة مع نادي النصر السعودي في الديربي ونهائي كأس فيصل والآن يلعب برناوي قلب دفاع بجانب المدافع الصلب محمد عيد البيشي وقد شكلا أفضل ثنائي قلب دفاع متفاهم في الدوري السعودي
يعتبر اللاعب عبده برناوي من أفضل اللاعبين أصحاب الخبرة والقوة الجسمانية في منطقة الدفاع.. يتميز بقدمه اليسرى القوية..والتحاماتة القوية.. بالإضافة إلى امتلاكه بنية جسمانية قوية ,, ويتميز بالتسديدات سواء كور ثابته أو متحركة
وفي 2015 انتقل إلى الطائي في منطقه حائل وهو يلعب في مركز ركا الدوري الثاني ويحتل المركز الخامس وعنده فرصه ضئيله لصعود لدوري جميل و بعدها انتقل إلى نادي النهضة و لعب معهم فترة بسيطة و بعدها تم فسخ عقده و وقع بعدها مع نادي جدة و لعب بعدها مع نادي الرياض ونادي الانتصار .